# Барранкос

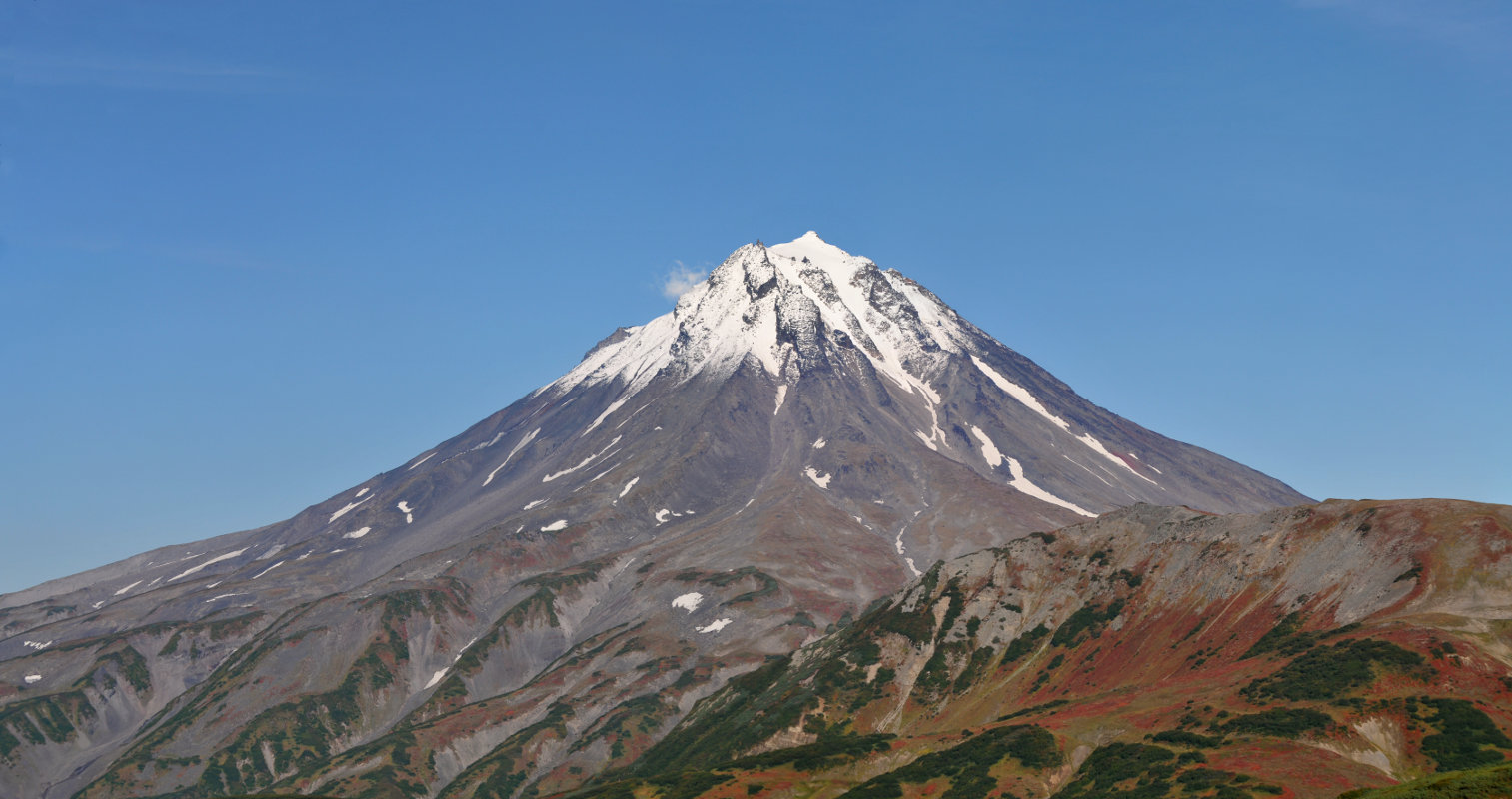

Барра́нкос (исп. barrancos — овраг, греч. φάραγξ – ущелье, пропасть) — глубокие овраги, прорезающие склоны вулканических конусов и расходящиеся радиально от кратера к подошве. Образуются, как и все овраги, вследствие размывающего действия воды и грязевых потоков, стекающих по склонам при таянии снежно-ледовой шапки на вершине вулкана. Кроме того, в образовании их большую роль играют сухие лавины, скатывающиеся из кратера. Типичны для вулканов конической формы.
Барранкосом называют эрозию рельефа в аридных районах США (юго-запад).